# Transenpitar
Transenpitar је род слановодних морских шкољки из породице Veneridae, тзв, Венерине шкољке.

## Врстре
Према WoRMS
- Transenpitar americana (Doello-Jurado in Carcelles, 1951)

- Transenpitar keenae Fischer-Piette & Testud, 1967 прихваћено као Transenpitar americana (Doello-Jurado in Carcelles, 1951)